# Sporty wodne na Igrzyskach Imperium Brytyjskiego 1938
Sporty wodne rozegrane podczas III Igrzysk Imperium Brytyjskiego w 1938 roku obejmowały dwie dyscypliny: pływanie i skoki do wody. W pierwszej z nich rozegrano siedem konkurencji męskich i sześć kobiecych, zaś w drugiej po dwie męskie i kobiece.

## Rezultaty

### Pływanie

#### Kobiety
| Konkurencja                             |                                                               |         |                                                                   |         |                                                               |         |
| Konkurencja                             | Zawodnik                                                      | Wynik   | Zawodnik                                                          | Wynik   | Zawodnik                                                      | Wynik   |
| --------------------------------------- | ------------------------------------------------------------- | ------- | ----------------------------------------------------------------- | ------- | ------------------------------------------------------------- | ------- |
| 110 jardów stylem dowolnym              | Evelyn de Lacy                                                | 1:10,10 | Dorothy Green                                                     | 1:11,10 | Dorothy Lyon                                                  | 1:12,10 |
| 440 jardów stylem dowolnym              | Dorothy Green                                                 | 5:39,70 | Margaret Jeffrey                                                  | 5:40,20 | Mona Leydon                                                   | 5:42,00 |
| 110 jardów stylem grzbietowym           | Pat Norton                                                    | 1:19,50 | Jeanne Greenland                                                  | 1:22,50 | Margot Hamilton                                               | 1:23,20 |
| 220 jardów stylem klasycznym            | Doris Storey                                                  | 3:06,30 | Carla Gerke                                                       | 3:12,10 | Joan Langdon                                                  | 3:22,20 |
| Sztafeta 4 x 110 jardów stylem dowolnym | Kanada Noel Oxenbury Dorothy Lyon Mary Baggaley Phyllis Dewar | 4:48,30 | Australia Dorothy Green Evelyn de Lacy Margaret Rawson Pat Norton | 4:49,00 | Anglia Edna Hughes Joyce Harrowby Margery Hinton Zilpha Grant | 4:50,10 |
| Sztafeta 3 x 110 jardów stylem ziennym  | Anglia Doris Storey Lorna Frampton Margery Hinton             | 3:57,70 | Związek Południowej Afryki Carla Gerke Hazel Holmes Molly Ryde    | 4:07,50 | Australia Evelyn de Lacy Pat Norton Valerie George            | 4:10,00 |

#### Mężczyźni
| Konkurencja                             |                                                                             |          |                                                              |          |                                                                    |          |
| Konkurencja                             | Zawodnik                                                                    | Wynik    | Zawodnik                                                     | Wynik    | Zawodnik                                                           | Wynik    |
| --------------------------------------- | --------------------------------------------------------------------------- | -------- | ------------------------------------------------------------ | -------- | ------------------------------------------------------------------ | -------- |
| 110 jardów stylem dowolnym              | Bob Pirie                                                                   | 59,60    | Terry Collard                                                | 1:00,80  | William Fleming                                                    | 1:01,00  |
| 440 jardów stylem dowolnym              | Bob Pirie                                                                   | 4:54,60  | Bob Leivers                                                  | 4:55,40  | Robin Biddulph                                                     | 4:55,50  |
| 1650 jardów stylem dowolnym             | Bob Leivers                                                                 | 19:46,40 | Bob Pirie                                                    | 19:59,20 | Norman Wainwright                                                  | 20:17,40 |
| 110 jardów stylem grzbietowym           | Percy Oliver                                                                | 1:07,90  | Gordon Kerr                                                  | 1:09,00  | Micky Taylor                                                       | 1:09,30  |
| 220 jardów stylem klasycznym            | John Davies                                                                 | 2:51,90  | Walter Spence                                                | 3:00,50  | Jimmy Prentice                                                     | 3:00,80  |
| Sztafeta 4 x 220 jardów stylem dowolnym | Anglia Frederick Dove Mostyn Ffrench-Williams Norman Wainwright Bob Leivers | 9:19,00  | Kanada George Burleigh Gordon Devlin Robert Hooper Bob Pirie | 9:20,20  | Australia Robert Wilshire Noel Ryan Robin Biddulph William Fleming | 9:32,90  |
| Sztafeta 3 x 110 jardów stylem zmiennym | Anglia Frederick Dove John Davies Micky Taylor                              | 3:28,20  | Kanada Gordon Kerr Jimmy Prentice Bob Pirie                  | 3:30,50  | Australia Ernest Hobbs Percy Oliver William Fleming                | 3:31,80  |

### Skoki do wody

#### Kobiety
| Konkurencja        |               |           |             |           |               |           |
| Konkurencja        | Zawodnik      | Wynik     | Zawodnik    | Wynik     | Zawodnik      | Wynik     |
| ------------------ | ------------- | --------- | ----------- | --------- | ------------- | --------- |
| Trampolina 3 metry | Irene Donnett | 91,18 pkt | Lynda Adams | 88,27 pkt | Marie Sharkey | 81,66 pkt |
| Wieża 10 metrów    | Lurline Hook  | 36,47 pkt | Lynda Adams | 36,39 pkt | Irene Donnett | 34,57 pkt |

### Mężczyźni
| Konkurencja        |              |            |              |            |               |            |
| Konkurencja        | Zawodnik     | Wynik      | Zawodnik     | Wynik      | Zawodnik      | Wynik      |
| ------------------ | ------------ | ---------- | ------------ | ---------- | ------------- | ---------- |
| Trampolina 3 metry | Ron Masters  | 126,36 pkt | Doug Tomalin | 124,78 pkt | George Athans | 117,90 pkt |
| Wieża 10 metrów    | Doug Tomalin | 108,74 pkt | Ron Masters  | 102,87 pkt | George Athans | 98,93 pkt  |

## Tabela medalowa
| Poz. | Państwo           |   |   |   | Łącznie |
| 1    | Australia         | 7 | 3 | 6 | 16      |
| 2    | Anglia            | 7 | 3 | 3 | 13      |
| 3    | Kanada            | 3 | 6 | 6 | 15      |
| 4    | Południowa Afryka | - | 3 | - | 3       |
| 5    | Gujana Brytyjska  | - | 1 | - | 1       |
| 5    | Walia             | - | 1 | - | 1       |
| 7    | Nowa Zelandia     | - | - | 1 | 1       |
| 7    | Szkocja           | - | - | 1 | 1       |